# Alvar (Landform)

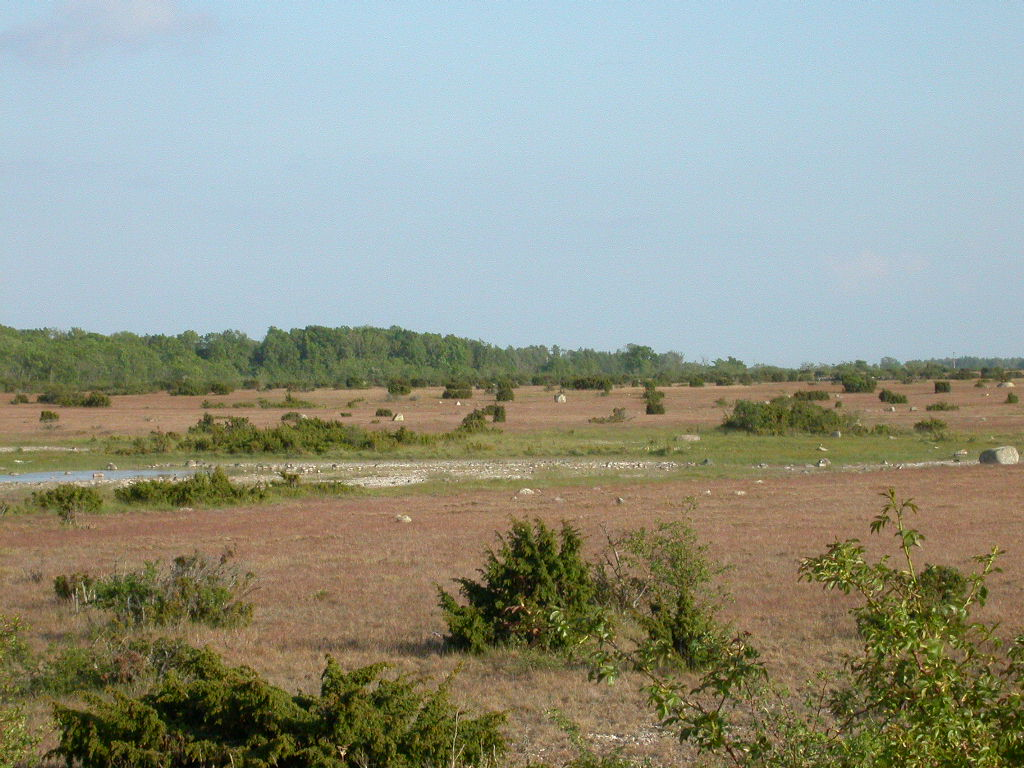
Verbuschendes Alvar nach Einsetzen der sommerlichen Trockenperiode bei Djupvik, Öland, 2004

Das Wort Alvar bezeichnete im Altschwedischen wie im heutigen Schwedisch ein nahezu baumloses, für Landwirtschaft ungeeignetes Land mit einer dünnen Vegetationsschicht auf felsigem Kalkuntergrund. Die wissenschaftliche und nunmehr international gebräuchliche Definition fügt hinzu, dass der Kalkfels vom Eis der Eiszeit mehr oder weniger plan gehobelt wurde und dass Alvar ein sommertrockenes, hemiboreales Klima aufweist. Ein Alvar ist ein einzigartiges, in sich differenziertes Biotop mit einer charakteristischen Flora und Fauna.

## Geographische Verbreitung

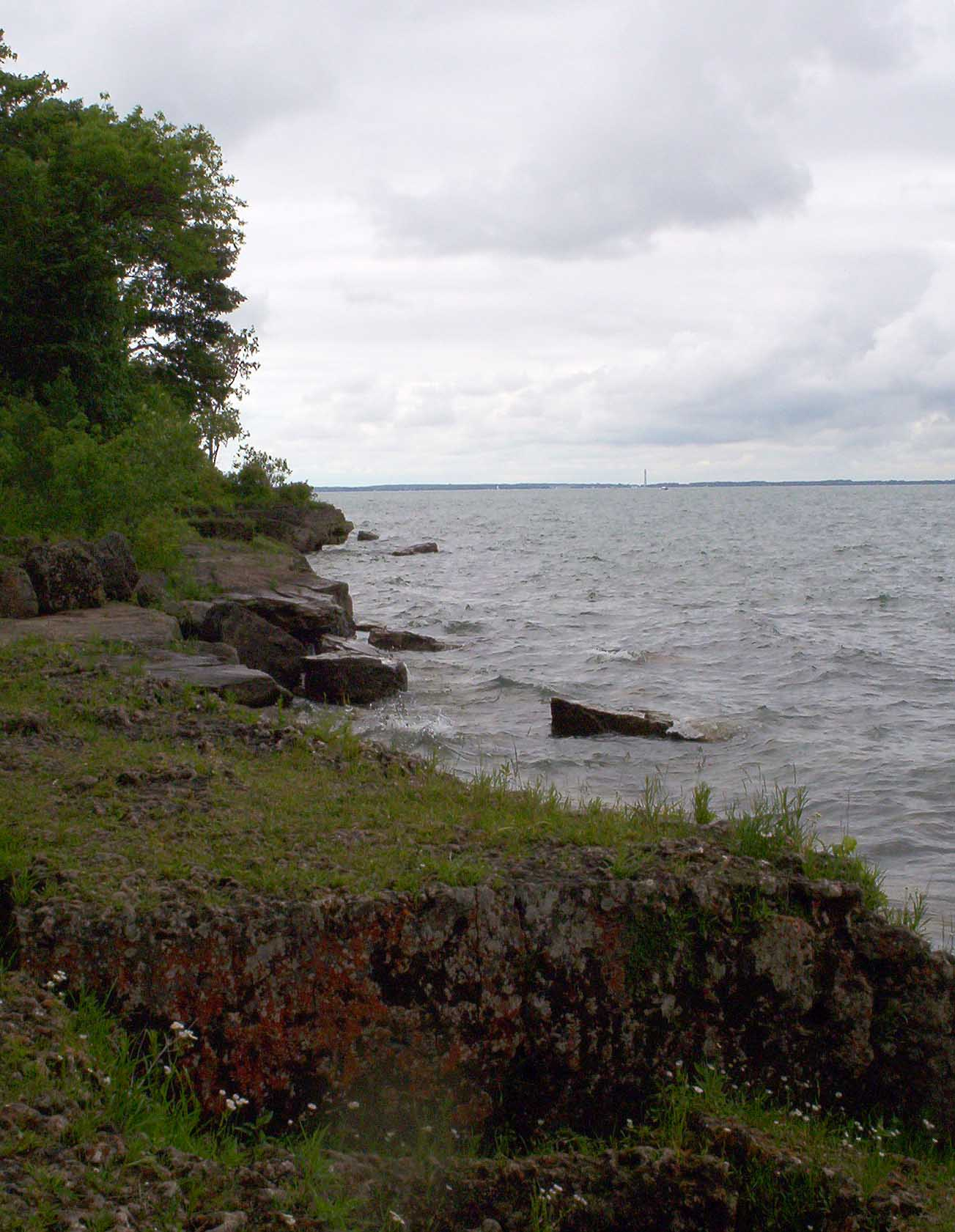
Alvarbereich auf Kelleys Island im Eriesee in Ohio, USA

Am eindrucksvollsten ist die Alvarlandschaft auf dem Ordovizium-Kalkuntergrund der schwedischen Ostseeinsel Öland ausgeprägt. In deren südlichem Teil trägt ein Areal von etwa 255 Quadratkilometern den Namen Stora Alvaret (Großes Alvar). Es ist zusammen mit der angrenzenden Bauernlandschaft von der UNESCO im Jahre 2000 als „Agrarlandschaft Südölands“ zum Welterbe erklärt worden.
Kleinere Alvare finden sich im nördlichen Öland, auf dem Silur-Kalk der benachbarten Insel Gotland und in der mittelschwedischen Provinz Västergötland. Von den insgesamt etwa 995 km² Alvar auf der Erde befinden sich etwa 665 km² in Schweden. Die etwa 160 km² Alvar in Estland liegen vor allem auf den Silurkalkinseln Saaremaa (deutsch „Ösel“), Hiiumaa (deutsch „Dagö“) und Muhu. In Russland gibt es ein kleines Areal südwestlich von Sankt Petersburg. Die etwa 110 km² in Nordamerika finden sich in dem Ordovizium-Silur-Bogen südlich des kanadischen Urgesteinsschildes im Gebiet der Großen Seen in Ontario, in Michigan, Ohio und in New York.
Die Größenangaben können schon deshalb nur angenähert sein, weil die Alvarlandschaft ständigen Veränderungen unterliegt, die teils natürlichen, teils menschlichen Ursprungs sind. In Estland sind seit 1930 durch staatlich geplante Urbarmachungsprojekte im Zusammenhang mit der Kollektivierung der Landwirtschaft rund 270 km² Alvar verlorengegangen. Aber auch sich selbst überlassene Alvarlandschaften würden sich durch natürliche Prozesse ständig verändern, das heißt: Gebüsch breitet sich aus, bis die ersten Bäume Fuß fassen können. So würde das Alvar schließlich zu Wald werden, wenn es nicht der ständigen Beeinflussung durch den Menschen ausgesetzt wäre. Stora Alvaret ist seit dem Mittelalter Jahrhunderte hindurch in seinem Charakter mittels extensiver Weidewirtschaft bewahrt worden.

## Vegetation

### Beispiel Stora Alvaret auf Öland
Die Einzigartigkeit der Alvar-Vegetation ist bedingt durch die Einwirkung spezieller klimatischer Bedingungen auf den felsigen Kalkuntergrund. Einem Winter mit langem Frost und heftigen Winden folgen im Frühjahr relativ schwache Regenfälle; der Sommer ist heiß und trocken; der Herbst bringt wiederum wenig ergiebigen Regen.

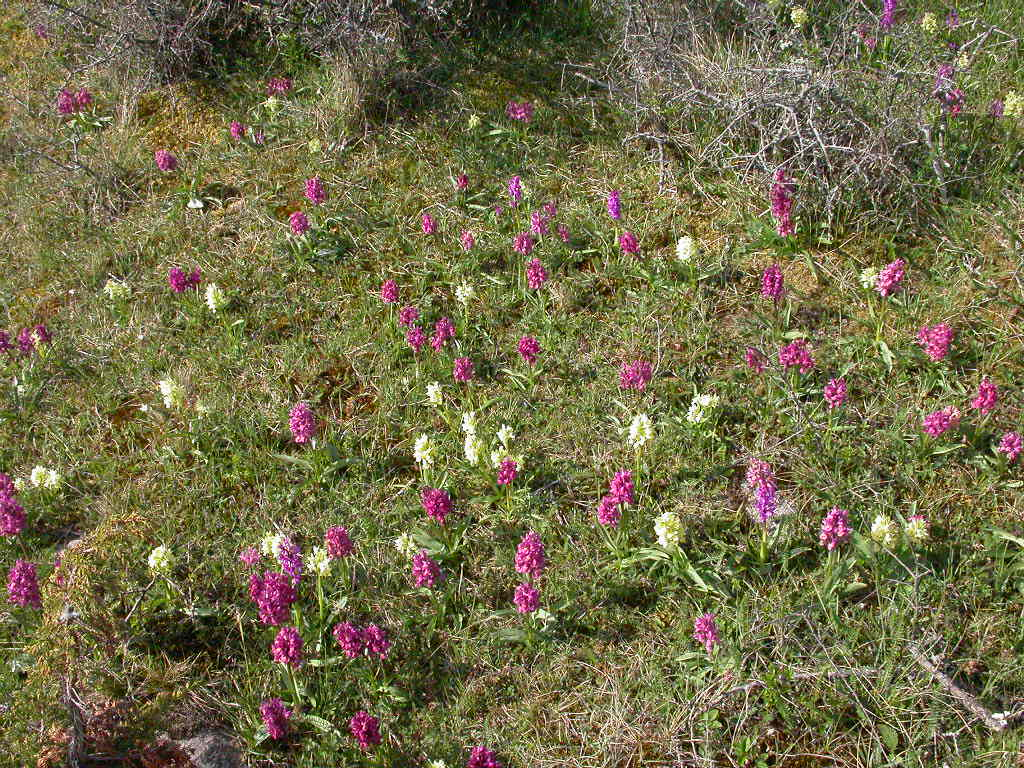
Orchideenblüte des Holunder-Knabenkrauts (Dactylorhiza sambucina) im Alvar bei Knisa mosse auf Öland, 2004

Viele hier heimische Pflanzenarten sind, etwa dank erhöhter Photosynthese, der kurzen Zeit günstiger Wachstums- und Fortpflanzungsbedingungen angepasst, so dass sie mit dem baldigen Einsetzen der Trockenzeit ihre Samen bereits ausgereift haben. Eine augenfällige Folge ist eine im Frühjahr auf wenige Wochen zusammengedrängte farbenprächtige Blüteperiode zahlreicher Arten auf weiten Flächen, im Stora Alvaret zum Beispiel des Schnittlauchs (Allium schoenoprasum var. oelandicum), der magentafarbene Rasen bildet, des weißen Kleinen Mädesüß (Filipendula vulgaris), des gelben Scharfen Mauerpfeffers (Sedum acre) und des Weißen Mauerpfeffers (Sedum album), einer Reihe von Orchideenarten, unter denen die gelb und rot gemischten Bestände des Holunder-Knabenkrauts (Dactylorhiza sambucina, schwedisch Adam och Eva) eine Touristenattraktion sind.

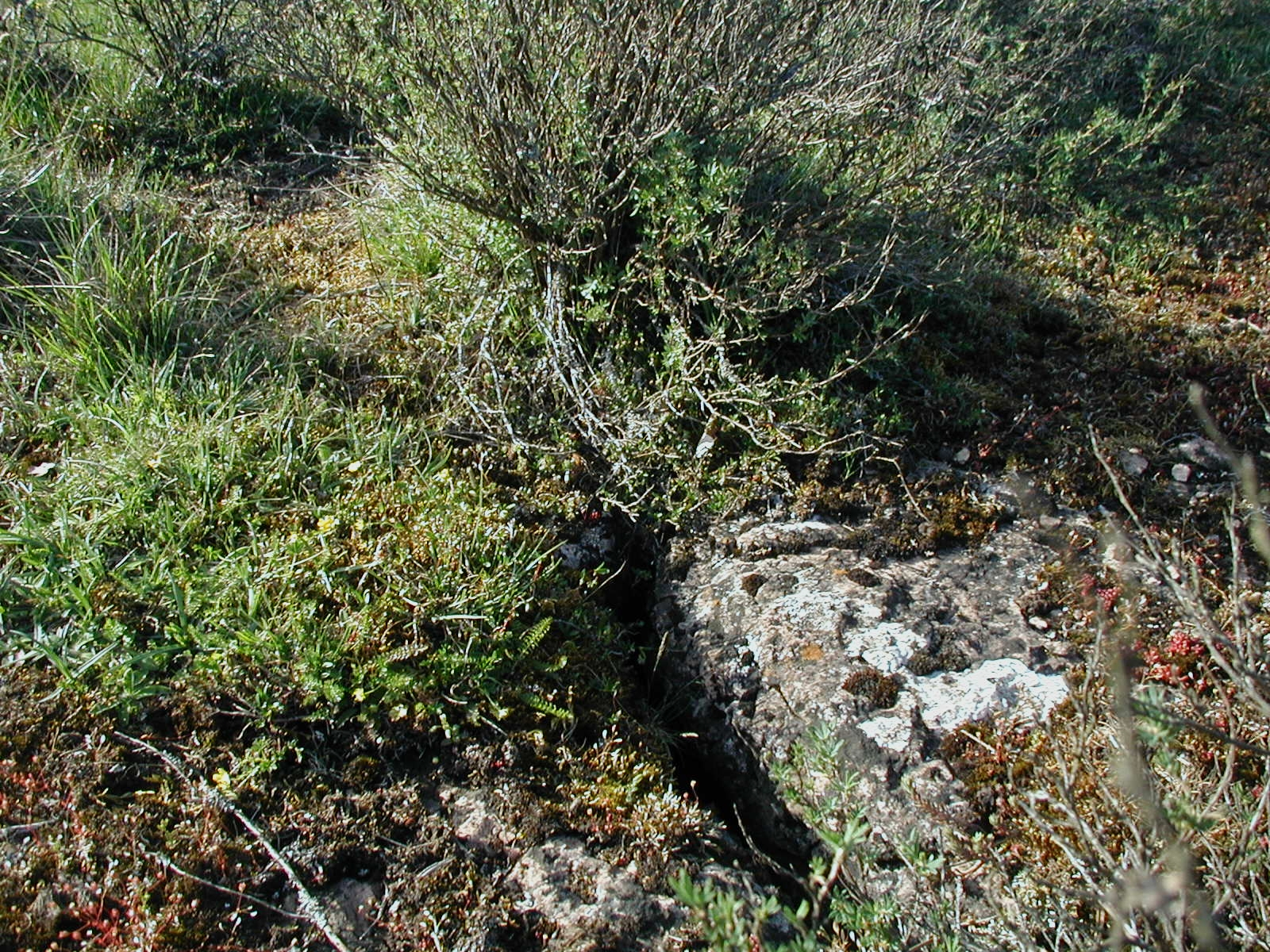
Alvar-Vegetation u. a. mit Fingerstrauch (Potentilla fruticosa), Kleinem Mädesüß (Filipendula vulgaris) und Weißer Fetthenne (Sedum album) entlang einer Karstspalte auf Öland

Eine weitere Folge des Zusammenspiels von Klima und Boden im Alvar ist das enge Nebeneinander der verschiedensten Biotope. Schon auf den scheinbar nackten horizontalen Felsplatten leben fast unsichtbare Blaualgen (Cyanobakterien)-Arten (z. B. Gloeocapsa spec.) und bis zu hundert Flechten-Arten. In den klaffenden Spalten hingegen, von denen die Platten durchzogen werden und in denen sich Verwitterungsgrus und Humus sammeln, wurden bis zu 51 Arten von höheren Pflanzen pro Quadratmeter gefunden.
Auf kurzen Strecken wechselt der Grad der Verwitterung des Felsengrundes zwischen Schotter, körnigem und feinem Grus oder dem für Kalkverwitterung typischen fast kohlschwarzen Humus. Entsprechend schwankt die Stärke der Bedeckung des Felsengrundes zwischen einigen Millimetern und mehreren Dezimetern. Solange die Bodenschicht über dem Fels dünn ist, wird sie nicht nur von der Sommerhitze ausgetrocknet, sondern im Winter auch durch Frost bewegt und gewissermaßen durchgewalkt, so dass höcker- oder wellenartige Verformungen des Bodens entstehen. Dieser Vorgang ist ein weiterer Stressfaktor, an den die Arten, die auf solchen dünnen Bodenschichten leben, angepasst sind.
Ein anderer, allenthalben variierender Parameter ist die Wasserdurchlässigkeit des Bodens. Auf karstigem Untergrund versickert Regenwasser bald und überlässt die Oberfläche rascher Austrocknung. Anderswo kann Wasser nicht tiefer in den Boden eindringen, wird gar am horizontalen Abfließen durch Reste von Silikat-Moränen gehindert. So entstehen Feuchtstellen mit üppiger Gras- und Buschvegetation, Kalksümpfe mit verschlammten Rasen der Moose Scorpidium scorpioides und Pseudocalliergon turgescens am Grund sowie großen Beständen von Sauergräsern (z. B. Steife Segge (Carex elata)), Schilfrohr (Phragmites australis) und Binsenschneide (Cladium mariscus), gar flache Seen wie Möckelmossen zwischen Resmo und Stenåsa oder Knisa mosse bei Sandvik. Im Sommer werden solche Feuchtgebiete zwar kleiner; sie trocknen aber nicht ganz aus, es sei denn in den Katastrophensommern, die etwa alle sieben bis zehn Jahre kommen. Sie sind oft Brutplätze für See- und Watvögel und Rastplätze für Kraniche.
Entlang der Parameter der Tiefe und der Durchfeuchtung des Bodens siedeln verschiedenartigste Artgruppen mit unterschiedlichen Überlebensstrategien gegenüber Konkurrenten, Stressfaktoren (Temperaturextremen, Nährstoffmangel, Austrocknung) sowie der Einwirkung des Menschen, etwa durch Beweidung oder Abholzung.
Das Zusammenwirken des für das Alvar typischen Klimas (harte Winter, mäßige Niederschläge, heiße trockene Sommer) mit den skizzierten geologischen Faktoren ergibt geobotanisch auffällige Phänomene, und zwar das erhöhte Vorkommen von Endemiten (nur hier vorkommenden) und von Reliktarten (d. h. Arten, die am Ende der Eiszeit und in nacheiszeitlichen Wärmeperioden weit verbreitet waren, jetzt aber nur im Alvar weiträumig isoliert von ihren heutigen Vorkommen anzutreffen sind). Die Liste dieser Arten ist bemerkenswert.

### Endemische Arten

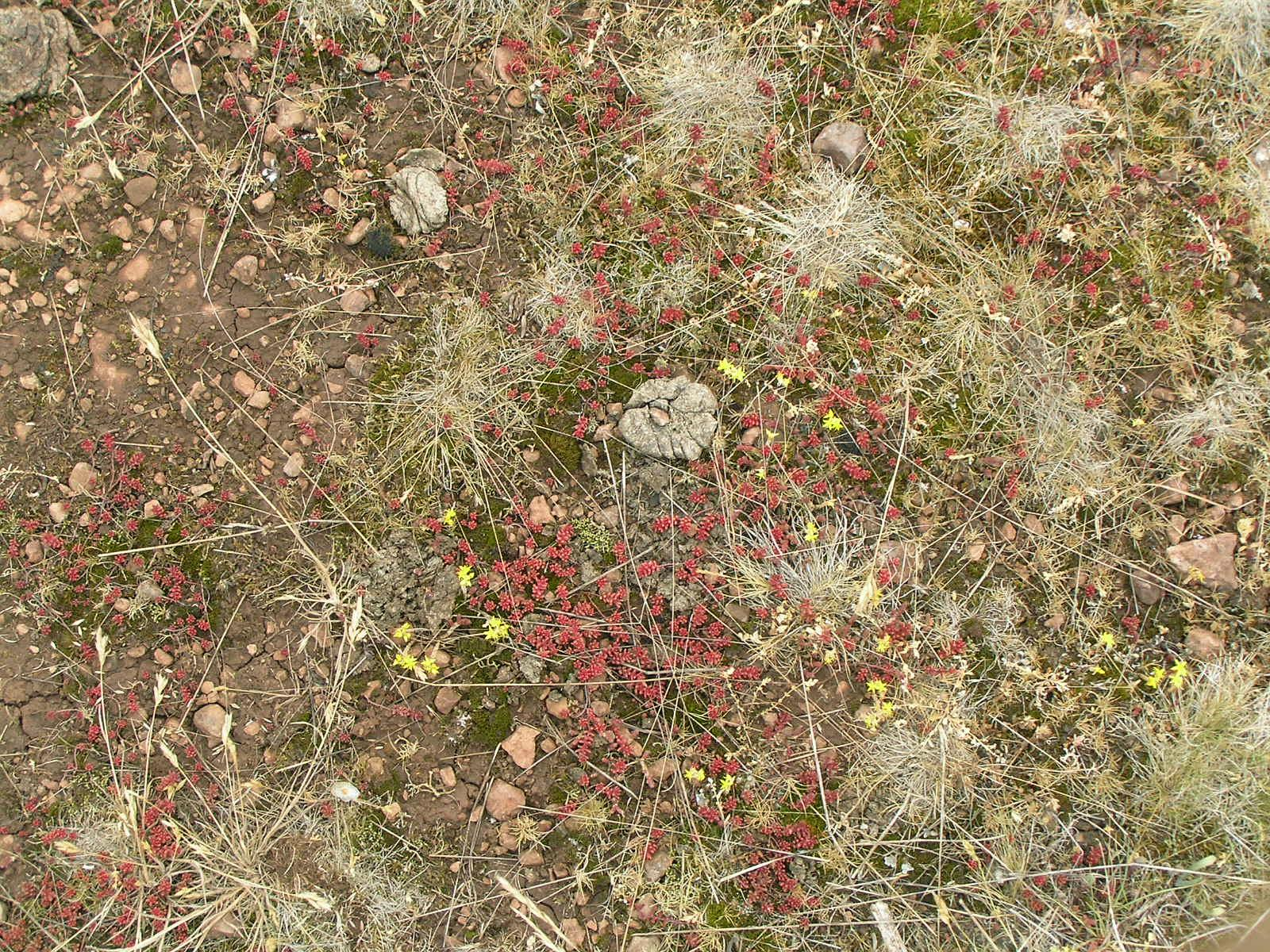
Spärliche Alvar-Vegetation mit Arenaria gothica und mehreren Sedum-Arten auf dem Kinnekulle (Schweden)

Die Abkürzungen „Ö“ und „G“ im Anschluss an die Artnamen in der folgenden Liste endemischer Arten kennzeichnen das jeweilige Vorkommen auf Öland und/oder Gotland.
- Allium schoenoprasum var. alvarense (Ö, G)
- Anemone pulsatilla ssp. gotlandica (G)
- Arenaria gothica (G)
- Artemisia oelandica (Ö)
- Crepis tectorum ssp. pumila (Ö, G)
- Eleocharis uniglumis ssp. sterneri (Ö, G)
- Festuca rubra ssp. oelandica (Ö, G)
- Galium oelandicum (Ö)
- Helianthemum oelandicum var. oelandicum (Ö)
- Helianthemum oelandicum var. canescens (Ö)
- Lychnis alpina var. oelandica (Ö)
- Senecio jacobaea ssp. gotlandicus (Ö, G)
- Silene uniflora ssp. petraea (Ö, G)

### Reliktarten
Die Abkürzungen „Ö“ und „G“ im Anschluss an die Artnamen in der folgenden Liste reliktischer Arten kennzeichnen das jeweilige Vorkommen auf Öland und/oder Gotland.
| Arktisch-alpin: - Asplenium viride (Ö) - Draba incana (Ö, G) - Lychnis alpina (Ö) - Poa alpina (Ö, G) - Potentilla crantzii (Ö, G) - Thamnolia vermicularis (Ö, G) Südwesteuropäisch: - Baldellia ranunculoides (Ö, G) - Globularia vulgaris (Ö, G) - Plantago uniflora (= Littorella uniflora) (Ö, G) - Teesdalia nudicaulis (Ö, G) Mediterran: - Anthericum ramosum (Ö, G) - Anthericum liliago (Ö) - Apera interrupta (Ö, G) - Fumana procumbens (Ö, G) - Hippocrepis emerus (Ö, G) - Hornungia petraea (Ö, G) - Orobanche alba (Ö, G) - Petrorhagia prolifera (Ö, G) - Sisymbrium supinum (Ö, G) - Tragopogon crocifolius (G) - Veronica praecox (Ö, G) | Südosteuropäisch: - Allium lineare (Ö) - Anemone pratensis (Ö, G) - Asperula tinctoria (Ö, G) - Aster linosyris (Ö, G) - Gypsophila fastigiata (Ö,G) - Inula ensifolia (G) - Plantago tenuiflora (Ö) - Polygala comosa (Ö, G) - Prunella grandiflora (Ö, G) - Ranunculus illyricus (Ö) - Vincetoxicum hirundinaria (Ö, G) - Viola pumila (Ö, G) Kontinental/sibirisch: - Artemisia rupestris (Ö, G) - Oxytropis campestris ssp. campestris (Ö, G) Zirkumpolar: - Carex obtusata (Ö) - Dasiphora fruticosa (= Potentilla fruticosa) (Ö, G) - Sanguisorba officinalis (G) |

## Fauna
Mit der Alvar-Sonderflora lebt eine gleichfalls spezielle Insektenfauna zusammen.

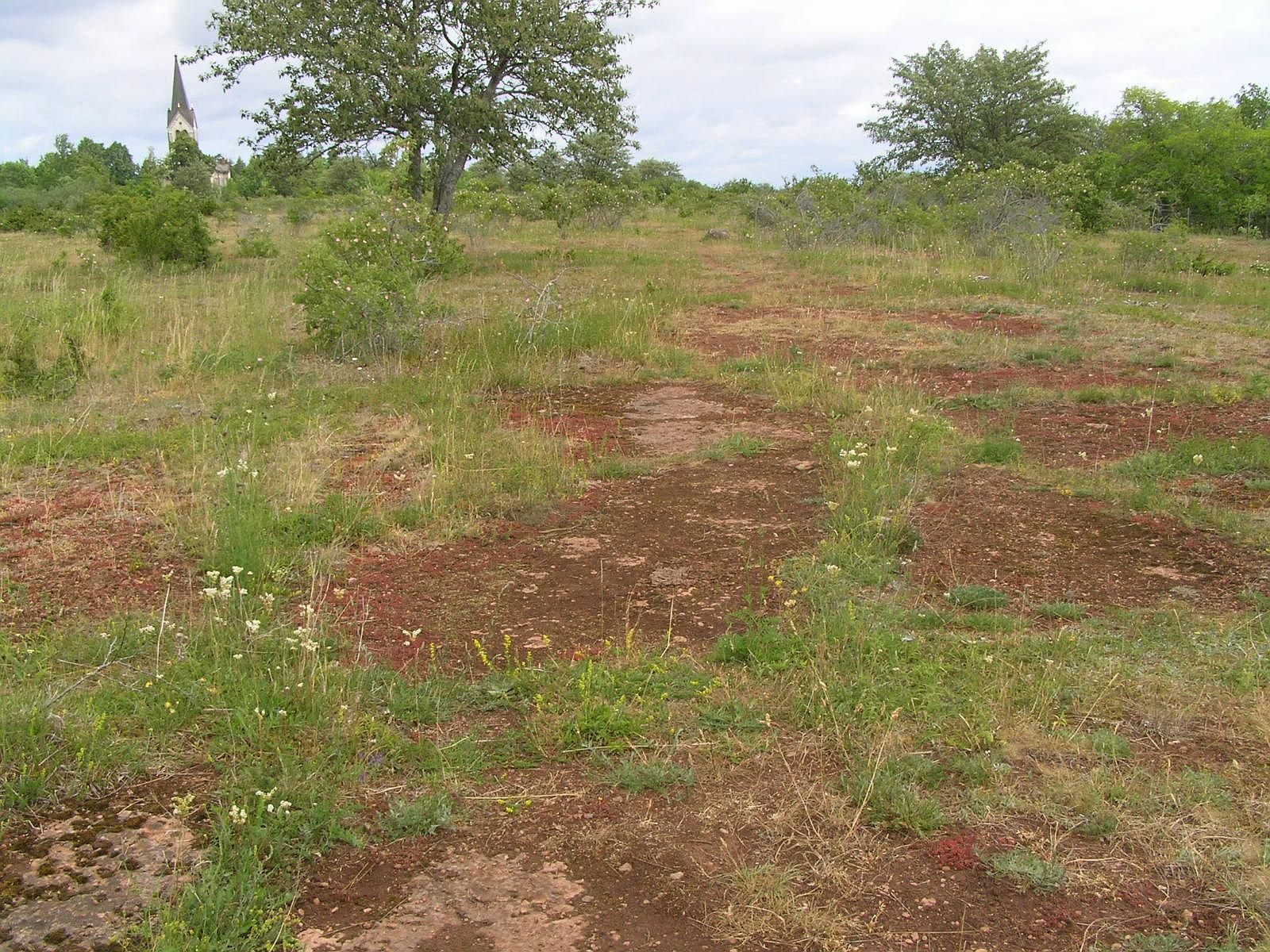
Alvar am Kinnekulle – Der netzartige Bewuchs entlang noch bodenbedeckter Gesteinsspalten ist ein Merkmal vieler Karstflächen.

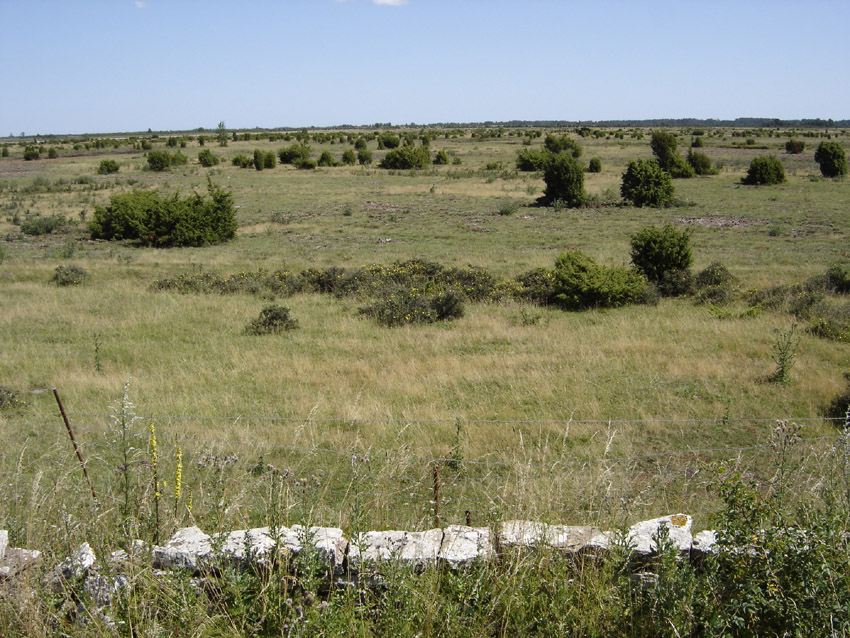
Verbuschende Alvarweite im Süden Ölands

## Soziologische Aspekte der Vegetationsgeschichte
Das heutige Bild des Alvars ist von einer Dynamik, die dem Auge verborgen ist und die sich in ihren Stufen erst dem geschichtlichen Blick enthüllt. Im 19. Jahrhundert war das Alvar fast ohne Gebüsch und Bäume. Daran war nicht nur die extensive Beweidung schuld. Ein anderer Faktor war die Armut der grundbesitzlosen Häusler, die, von nichterbenden Söhnen der Dorfbauern abstammend, in stetig wachsender Zahl am Dorfrand in einer Art von Slum (schwedisch: malm) ein ärmliches Leben fristeten. Zum Wärmen ihrer primitiven Hütten und zum Kochen ihrer mageren Speisen waren sie auf das angewiesen, was tagefüllende Sammelwanderungen auf das Alvar hinaus einbringen konnten: im Glücksfall richtiges Brennholz von einem übriggebliebenen Baum, meistens aber nur Reisigbündel und noch zu trocknender Kuhdung.
Mit der Wende zum 20. Jahrhundert änderte sich das. Ein Teil der Malm-Bewohner fand Arbeit in der aufkommenden Industrie auf dem Festland; viele gingen mit der großen Auswanderungswelle nach Amerika fort. Wenig später setzte in der Landwirtschaft die Mechanisierung und Intensivierung ein. Aber man machte nur in Randstreifen des Alvars den Versuch, dort Land mit den neuen Methoden urbar zu machen. Das eigentliche Alvar wurde mehr und mehr sich selbst überlassen, also zunächst dem Vormarsch des ebenso aggressiven wie zähen Wacholders, der immer dichteren Verbuschung und dem schließlichen Aufkommen von Wald.
In der zweiten Hälfte des 20. Jahrhunderts gebot der Naturschutz diesen Tendenzen Einhalt, welche die Artenvielfalt des Alvars zu reduzieren drohten. Als wirksame Mittel, das Alvar wieder in seinen offenen Zustand zurückzuversetzen, erwiesen sich kontrollierte Waldbrände (zu diesem Mittel greift man allerdings nur in Nordamerika) und Entbuschungsprojekte sowie staatliche Beweidungsprämien, d. h. die Bauern werden dafür bezahlt, dass sie Weidevieh auf dem Alvar halten.

## UNESCO-Welterbe
Die Bemühungen zum Alvarschutz werden seit 2000 zusätzlich motiviert und intensiviert dadurch, dass die Dörfer am Stora Alvar zusammen mit diesem als „Agrarlandschaft Südölands“ (oder „Bauernlandschaft Südliches Öland“) das Welterbe-Siegel der UNESCO verliehen bekamen. Die knappe Begründung für die Zuerkennung zeigt, dass die UNESCO das Bewahrenswerte an diesem Stück Erde in seinem Charakter als Kultur- (und nicht etwa als ein von Menschen relativ unberührtes Natur-)Erbe erkennt:
„Die heutige Landschaft des südlichen Öland ist ebenso sehr von ihrer langen Kulturgeschichte wie von geologischen und topographischen Gegebenheiten geprägt. Die Bauernlandschaft (odlingslandskap) des südlichen Öland ist ein einzigartiges Beispiel dafür, wie der Mensch vielförmige Landschaft (…) auf optimale Weise nutzt.“
Das Alvar erscheint hier als integraler Bestandteil eines Ensembles, das sich um die Zeilendörfer am westlichen und am östlichen Rand des Alvars gruppiert. Diese beeindrucken durch großartig schlichte, solide, ochsenblutfarben gestrichene Hofgebäude aus Holz. Jenseits dieser nach Westen bis zum Kalmarsund hinunter abfallendes fruchtbares Ackerland, auf der anderen Inselseite zunächst Ackerland, dann das ertragreiche Weideland der flach in die Ostsee auslaufenden Seewiesen (sjömarker). Diese sind ein von den Ornithologen hochgeschätztes Vogelreservat, das von der Vogelwarte Ottenby an der Südspitze der Insel überwacht wird. Es ist an Vögeln so exzeptionell artenreich wie das Alvar an Pflanzen.
Dieses Ensemble hat eine sehr alte Kulturgeschichte. Schon zur Steinzeit (um 3000 v. Chr.) wurde hier Landwirtschaft betrieben, wie eindrucksvolle Reste von Fluchtburgen und Siedlungen im und am Alvar bezeugen. Die Gemarkungen der Zeilendörfer wurden im Wesentlichen während des Mittelalters festgelegt.